# George Phipps, II marchese di Normanby
George Augustus Constantine Phipps, II marchese di Normanby (Londra, 23 luglio 1819 – Brighton, 3 aprile 1890) è stato un politico e governatore britannico.

## Biografia
Era l'unico figlio di Constantine Phipps, I marchese di Normanby, e di sua moglie Mary, figlia di Thomas Liddell, I barone Ravensworth. Studiò presso St. John's College, nel 1838 si arruolò come ufficiale nelle Guardie Scozzesi e vi rimase fono al 1846.

## Carriera
Venne eletto rappresentante della Camera dei comuni per la circoscrizione di Scarborough dal 1847 al 1851 e di nuovo tra il 1852 e il 1857. Venne nominato Comptroller of the Household da Lord John Russell nel 1851. Quando Lord Aberdeen divenne primo ministro nei primi mesi del 1852, divenne tesoriere della Casa, incarico che ha ricoperto fino al 1858.
L'ultimo anno è stato nominato governatore della Nuova Scozia, incarico che ha ricoperto fino al 1863. Nel 1863 successe al padre e prese il suo posto nella Camera dei lord.
Tornò al governo nel 1868, quando fu nominato Lord-in-waiting da William Ewart Gladstone. L'anno successivo venne promosso a Capitano del Corpo parlamentare di Lords-at-Arms. Nel 1871 divenne governatore del Queensland, incarico che ricoprì fino al 1874, e fu, poi, governatore della Nuova Zelanda (1874-1879) e governatore di Victoria (1879-1884).

## Matrimonio

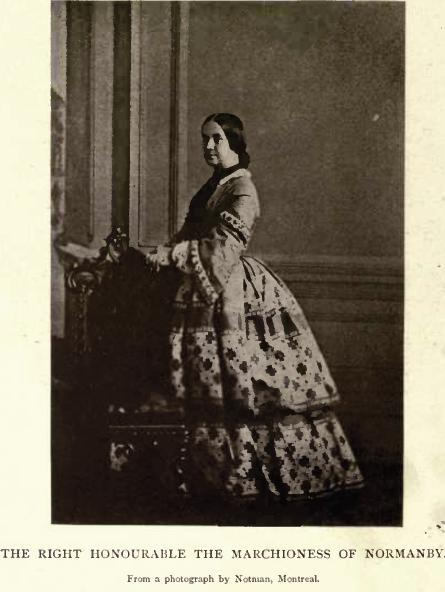
Lady Laura Russell, marchesa di Normanby.

Sposò, il 17 agosto 1844, Laura Russell, figlia del capitano Robert Russell. Ebbero sei figli:
- Lady Constance Mary Phipps (?-31 ottobre 1883)
- Lady Laura Elizabeth Minnie Phipps (3 giugno 1845-12 ottobre 1934)
- Constantine Phipps, III marchese di Normanby (29 agosto 1846-25 agosto 1932)
- Lord Brook William Phipps (13 agosto 1847-19 febbraio 1880)
- Lady Katherine Louisa Phipps (1850-23 settembre 1926), nel 1868 sposò Francis Egerton, III conte di Ellesmere
- Lord Henry George Russell Phipps (26 gennaio 1851-27 novembre 1905)
- Lord Hervey Phipps (6 maggio 1854-21 aprile 1887)

## Morte
Morì il 3 aprile 1890.

## Ascendenza
|                                            |                                   |                             | Genitori                                          |  |  | Nonni |  |  | Bisnonni                              |  |  | Trisnonni      |  |
|                                            |                                   |                             |                                                   |  |  |       |  |  | Constantine Phipps, I barone Mulgrave |  |  | William Phipps |  |
|                                            |                                   |                             |                                                   |  |  |       |  |  | Constantine Phipps, I barone Mulgrave |  |  | William Phipps |  |
|                                            |                                   | Catherine Annesley          |                                                   |  |  |       |  |  | Constantine Phipps, I barone Mulgrave |  |  |                |  |
| Henry Phipps, I conte di Mulgrave          |                                   |                             |                                                   |  |  |       |  |  | Constantine Phipps, I barone Mulgrave |  |  |                |  |
|                                            |                                   | Lepell Hervey               | John Hervey, II barone Hervey                     |  |  |       |  |  |                                       |  |  |                |  |
|                                            |                                   | Lepell Hervey               | John Hervey, II barone Hervey                     |  |  |       |  |  |                                       |  |  |                |  |
|                                            |                                   | Lepell Hervey               | Mary Lepell                                       |  |  |       |  |  |                                       |  |  |                |  |
| Constantine Phipps, I marchese di Normanby |                                   | Lepell Hervey               |                                                   |  |  |       |  |  |                                       |  |  |                |  |
|                                            |                                   | Christopher Thompson Maling | William Maling                                    |  |  |       |  |  |                                       |  |  |                |  |
|                                            |                                   | Christopher Thompson Maling | William Maling                                    |  |  |       |  |  |                                       |  |  |                |  |
|                                            |                                   | Christopher Thompson Maling | Catherine Thompson                                |  |  |       |  |  |                                       |  |  |                |  |
| Martha Sophia Maling                       |                                   | Christopher Thompson Maling |                                                   |  |  |       |  |  |                                       |  |  |                |  |
|                                            |                                   | Martha Sheels               | John Sheels                                       |  |  |       |  |  |                                       |  |  |                |  |
|                                            |                                   | Martha Sheels               | John Sheels                                       |  |  |       |  |  |                                       |  |  |                |  |
|                                            |                                   | Martha Sheels               | …                                                 |  |  |       |  |  |                                       |  |  |                |  |
| George Phipps, II marchese di Normanby     |                                   | Martha Sheels               |                                                   |  |  |       |  |  |                                       |  |  |                |  |
|                                            | Henry George Liddell, V baronetto | Thomas Liddell              |                                                   |  |  |       |  |  |                                       |  |  |                |  |
|                                            | Henry George Liddell, V baronetto | Thomas Liddell              |                                                   |  |  |       |  |  |                                       |  |  |                |  |
|                                            | Henry George Liddell, V baronetto | Margaret Bowes              |                                                   |  |  |       |  |  |                                       |  |  |                |  |
| Thomas Liddell, I barone Ravensworth       | Henry George Liddell, V baronetto |                             |                                                   |  |  |       |  |  |                                       |  |  |                |  |
|                                            |                                   | Elizabeth Steele            | Thomas Steele                                     |  |  |       |  |  |                                       |  |  |                |  |
|                                            |                                   | Elizabeth Steele            | Thomas Steele                                     |  |  |       |  |  |                                       |  |  |                |  |
|                                            |                                   | Elizabeth Steele            | Elizabeth Madgwick                                |  |  |       |  |  |                                       |  |  |                |  |
| Maria Liddell                              |                                   | Elizabeth Steele            |                                                   |  |  |       |  |  |                                       |  |  |                |  |
|                                            |                                   | John Simpson                | John Simpson                                      |  |  |       |  |  |                                       |  |  |                |  |
|                                            |                                   | John Simpson                | John Simpson                                      |  |  |       |  |  |                                       |  |  |                |  |
|                                            |                                   | John Simpson                | Elizabeth Stringer                                |  |  |       |  |  |                                       |  |  |                |  |
| Maria Susannah Simpson                     |                                   | John Simpson                |                                                   |  |  |       |  |  |                                       |  |  |                |  |
|                                            |                                   | Anne Lyon                   | Thomas Lyon, VIII conte di Strathmore e Kinghorne |  |  |       |  |  |                                       |  |  |                |  |
|                                            |                                   | Anne Lyon                   | Thomas Lyon, VIII conte di Strathmore e Kinghorne |  |  |       |  |  |                                       |  |  |                |  |
|                                            |                                   | Anne Lyon                   | Jean Nicholson                                    |  |  |       |  |  |                                       |  |  |                |  |
|                                            |                                   | Anne Lyon                   |                                                   |  |  |       |  |  |                                       |  |  |                |  |